# Squadron A Armory
Madison Avenue Facade of the Squadron A Armory  es un armería histórica ubicado en Nueva York, Nueva York. El Madison Avenue Facade of the Squadron A Armory se encuentra inscrito  en el Registro Nacional de Lugares Históricos desde el 24 de marzo de 1972. John R. Thomas fue el arquitecto del Madison Avenue Facade of the Squadron A Armory.

## Ubicación
Madison Avenue Facade of the Squadron A Armory se encuentra dentro del condado de Nueva York en las coordenadas 40°47′10″N 73°57′18″O / 40.786111, -73.955.